# Freya Jayawardana
Raden Roro Freyanashifa Jayawardana née le 13 février 2006 à Tangerang, est une chanteuse et danseuses Indonésienne.

## Biographie
Elle est membre de la septième génération du groupe d'idols JKT48 depuis 2018. Elle est devenue une mème sensation virale sur Internet en 2023.